# Reinhard Hauff
Reinhard Hauff (Marburgo, 23 maggio 1939) è un regista e sceneggiatore tedesco.

Hauff

Ha vinto l'Orso d'oro al Festival internazionale del cinema di Berlino nel 1986 con Stammheim - il caso Baader-Meinhof (Stammheim).

## Filmografia parziale

### Cinema
- Mathias Kneissl (1970)
- Die Verrohung des Franz Blum (1974)
- Der Hauptdarsteller (1977)
- Il coltello in testa (Messer im Kopf) (1978)
- L'uomo senza ombra (Endstation Freiheit) (1980)
- Der Mann auf der Mauer (1982)
- 10 Tage in Calcutta: A Portrait of Mrinal Sen (1984)
- Stammheim - il caso Baader-Meinhof (Stammheim) (1986)
- Linie 1 (1988)
- Occhi blu (Blauaugig) (1989)

### Televisione
- L'improvvisa ricchezza della povera gente di Kombach (Der plötzliche Reichtum der armen Leute von Kombach), regia di Volker Schlöndorff – film TV (1971)
- Con i clown vennero le lacrime (Mit den Clowns kamen die Tränen) – miniserie TV (1990)